# NK TIL Zagreb
Nogometni klub Tvornica Ivica Lovinčić Zagreb bio je hrvatski nogometni klub iz Zagreba.
Nastao je krajem 1953. Bio je klub Tvornice Ivica Lovinčić. Ona je proizvodila papirnatu ambalažu. Dobila je ime po istoimenom narodnom heroju.  
Klub se 24. kolovoza 1960. ujedinjuje s Papirničarom u ZIP koji je djelovao do 18. prosinca 1962.